# David Brown Speedback
Der David Brown Speedback ist ein Fahrzeug des britischen Automobilherstellers David Brown, das im April 2014 auf der Top Marques in Monaco vorgestellt wurde. Gebaut wird der Sportwagen im britischen Silverstone.
Die Basis des Sportwagens bildet der bis 2014 gebaute Jaguar XKR sowie dessen V8-Motor. Der AJ-V8-Motor hat 92,3 mm Bohrung, 93 mm Hub, 5000 cm³ Hubraum und leistet 375 kW (510 PS). Das Automatikgetriebe hat sechs Gänge. Die Höchstgeschwindigkeit liegt bei 250 km/h. Der Wagen beschleunigt von null auf 100 km/h in 4,8 Sekunden.
Das Fahrzeug ähnelt den Modellen DB 5 und DB 6 von Aston Martin. Ungewöhnlich für ein solches Fahrzeug ist die große Heckklappe. Das Kombicoupé ist wahlweise mit zwei oder 2 + 2 Sitzen erhältlich. Im Gepäckraum befindet sich eine zusätzliche Klappbank, die zum Picknicken ausgeklappt werden kann. Der Wagen ist 4,77 m lang, einschließlich Außenspiegeln 2,09 m breit und 1,32 m hoch.
Vom Speedback GT sollen nicht mehr als 100 Fahrzeuge produziert und für einen Preis von etwa 495.000 Pfund Sterling pro Stück angeboten werden. Für Deutschland ist ein Preis von fast 770.000 Euro überliefert.
Auf dem 87. Genfer Auto-Salon im März 2017 wurde die überarbeitete Version des Speedback GT vorgestellt.
Auf dem Genfer Auto-Salon im März 2018 präsentierte David Brown mit dem Speedback Silverstone Edition eine leistungsgesteigerte Variante des Sportwagens. Diese ist auf lediglich zehn Einheiten limitiert.

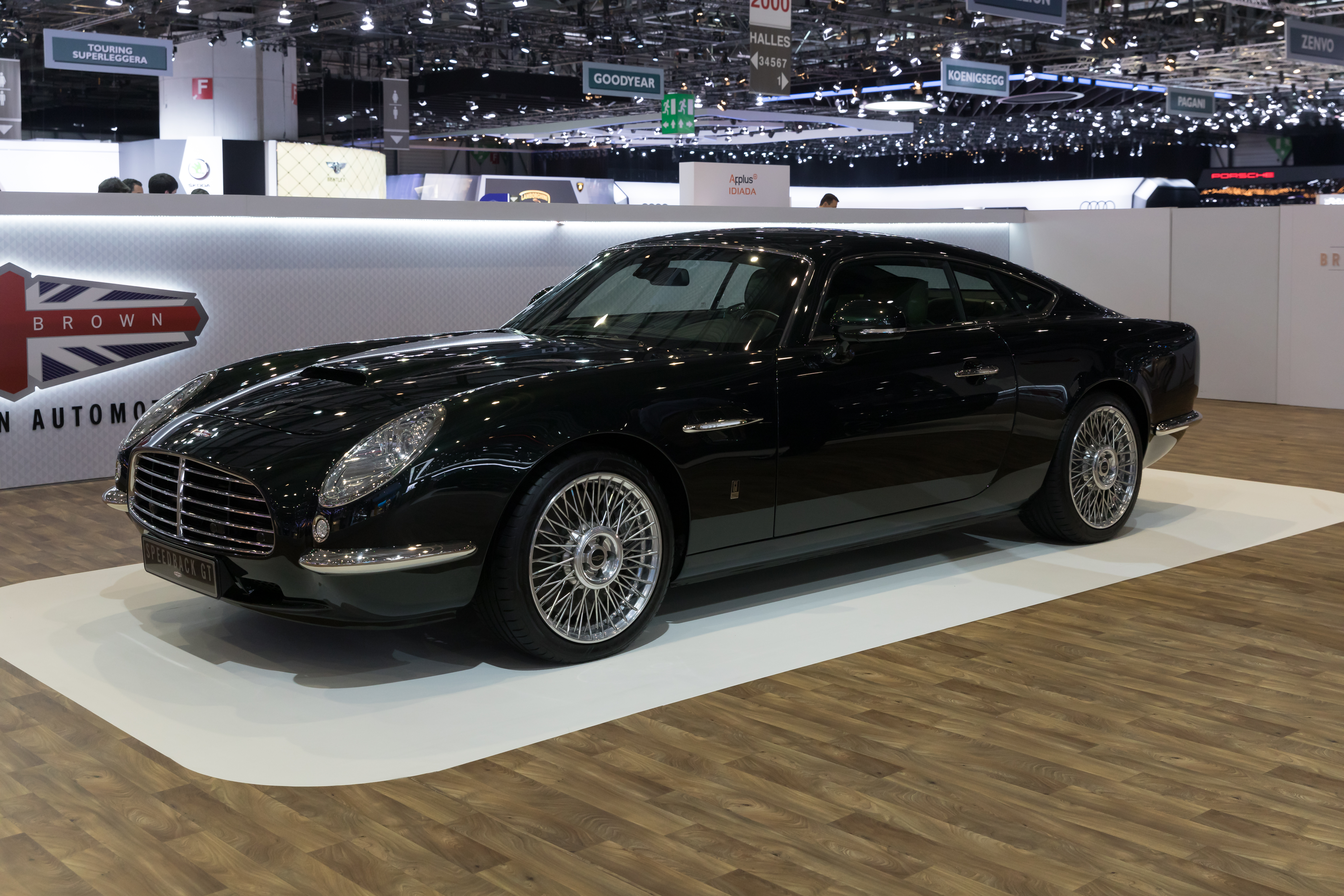
Speedback GT (seit 2017)
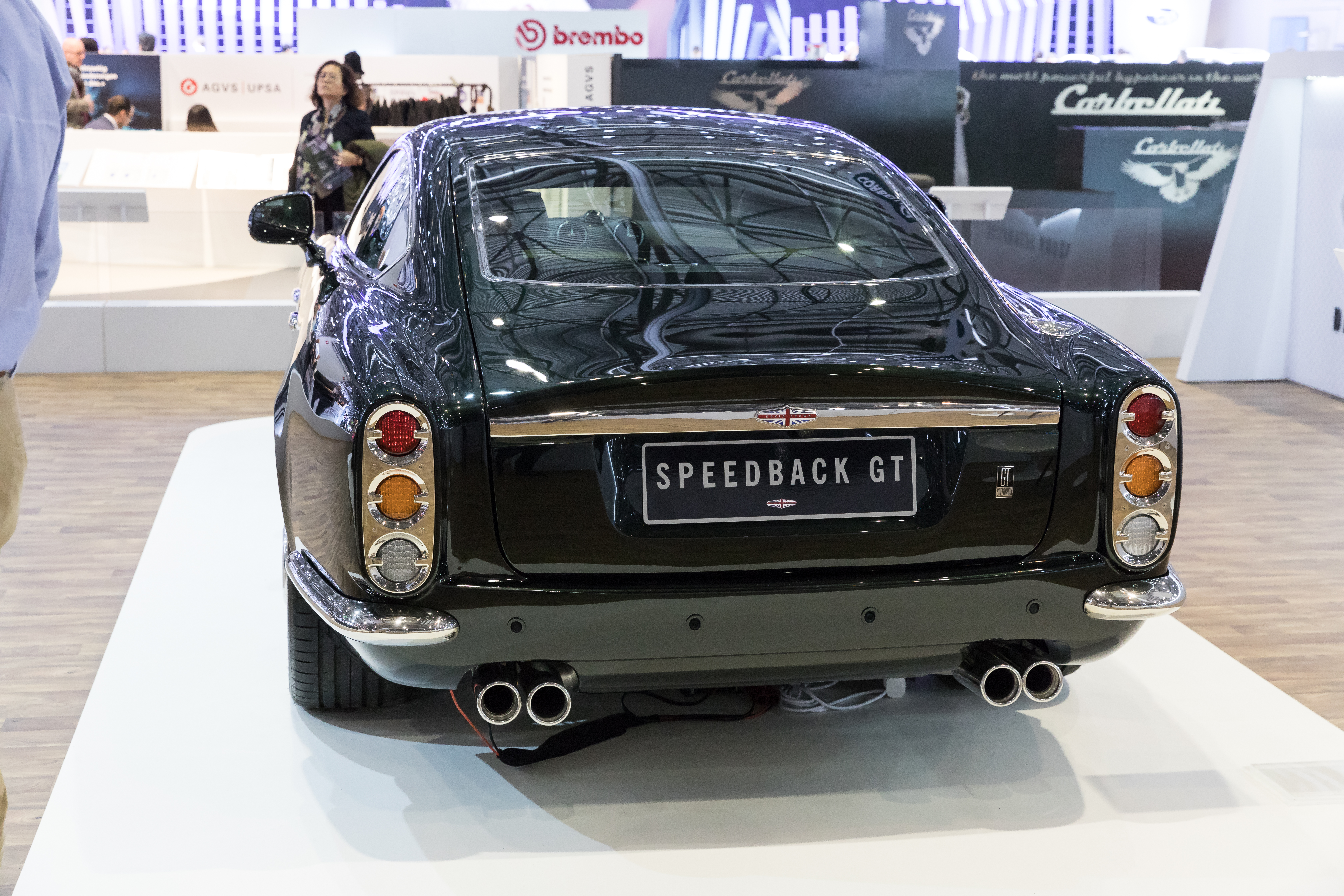
Heckansicht
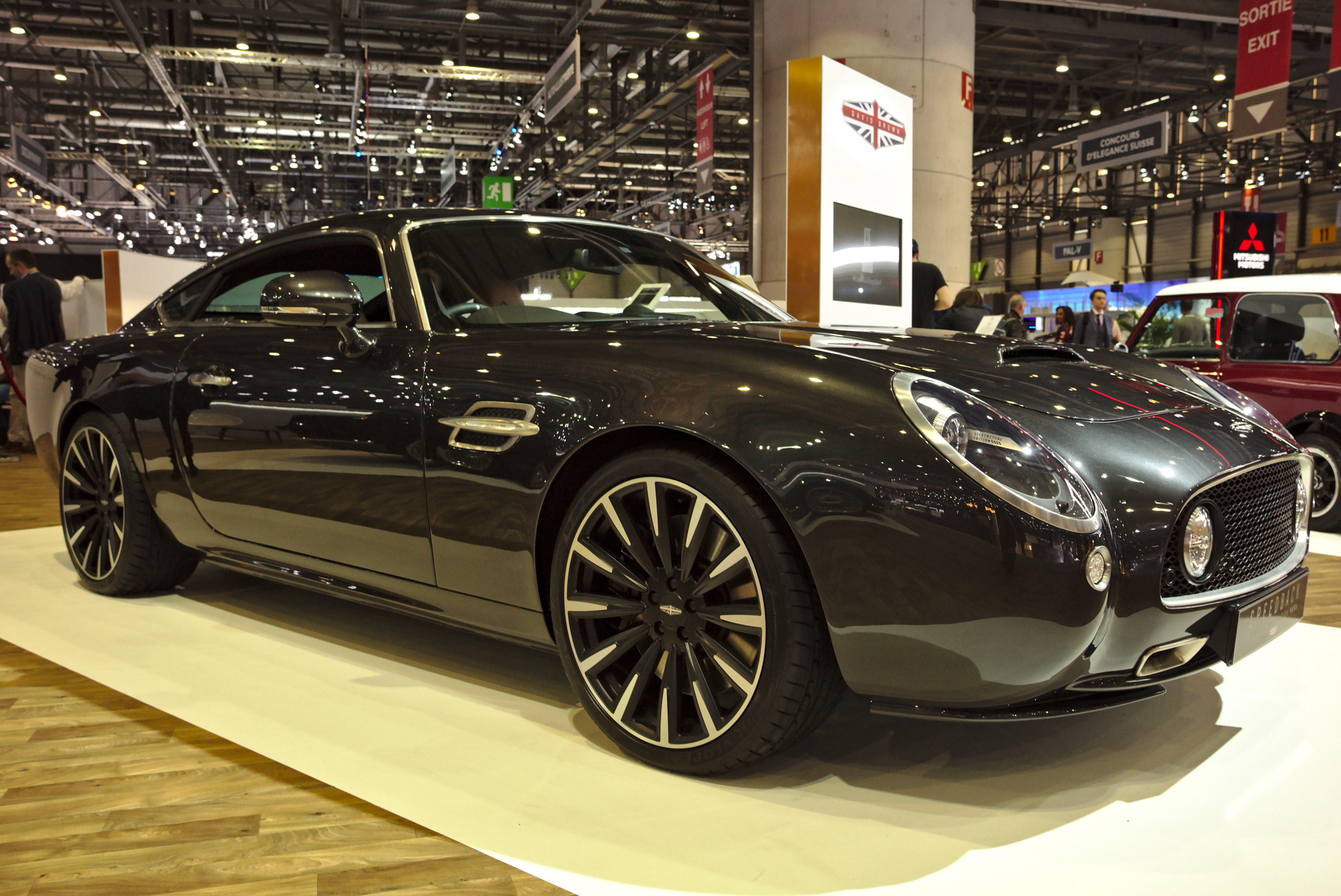
Speedback Silverstone Edition
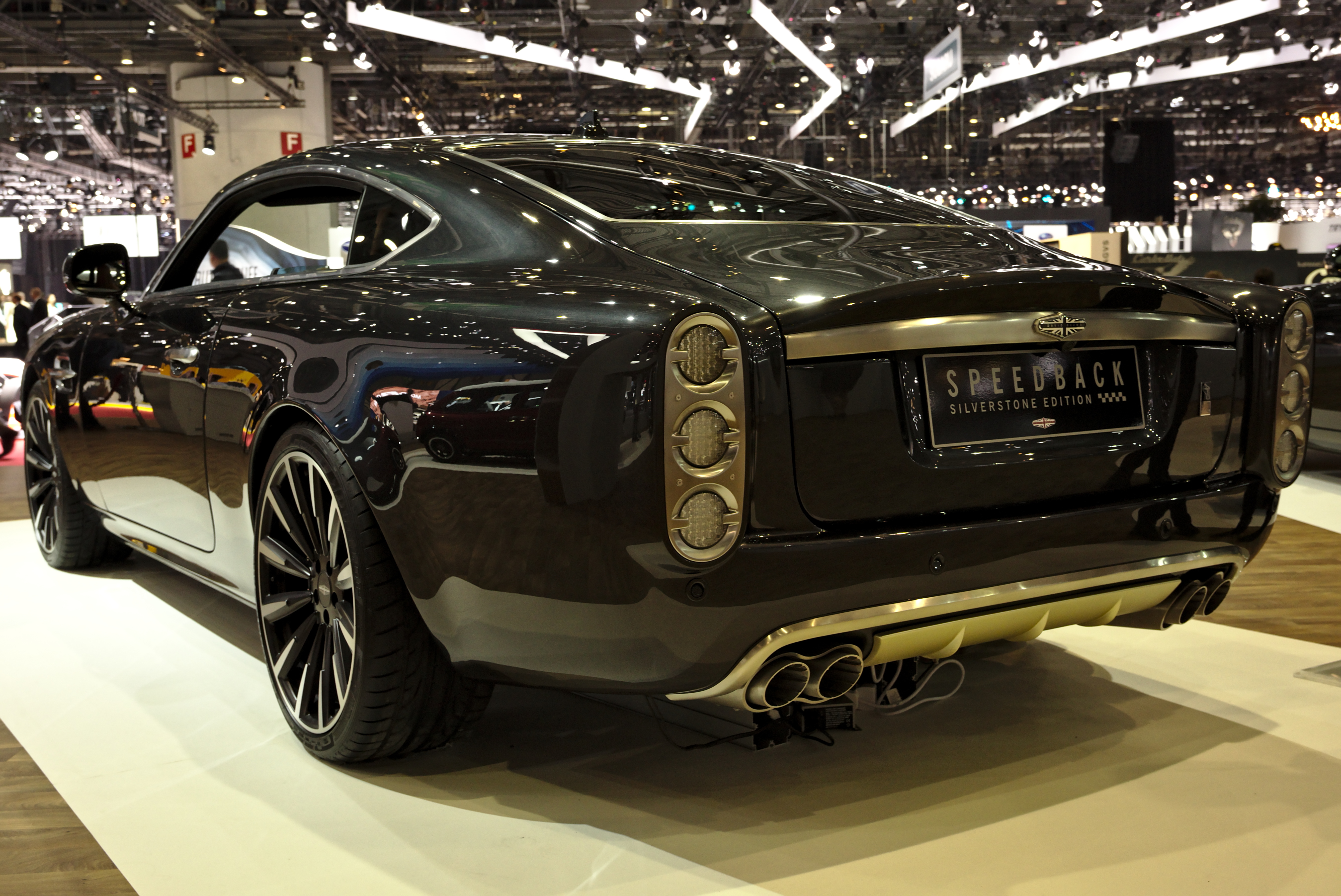
Heckansicht

## Technische Daten
|                                             | Speedback GT                | Speedback Silverstone Edition |
| Bauzeitraum                                 | seit 2014                   | seit 2018                     |
| Motorkenndaten                              |                             |                               |
| Motortyp                                    | V8-Ottomotor                | V8-Ottomotor                  |
| Hubraum                                     | 5000 cm³                    | 5000 cm³                      |
| Verdichtungsverhältnis                      | 9,5 : 1                     | 9,5 : 1                       |
| max. Leistung bei min−1                     | 375 kW (510 PS) / 6000–6500 | 448 kW (609 PS) / 6000–6500   |
| max. Drehmoment bei min−1                   | 625 Nm / 2500–5000          | 766 Nm / 4030                 |
| Kraftübertragung                            |                             |                               |
| Antrieb                                     | Hinterradantrieb            | Hinterradantrieb              |
| Getriebe, serienmäßig                       | 6-Gang-ZF-Automatikgetriebe | 6-Gang-ZF-Automatikgetriebe   |
| Messwerte                                   |                             |                               |
| Höchstgeschwindigkeit                       | 250 km/h                    | 250 km/h                      |
| Beschleunigung, 0–100 km/h                  | 4,8 s                       | 4,3 s                         |
| Kraftstoffverbrauch auf 100 km (kombiniert) | 12,3 l Super                | 12,3 l Super                  |
| CO2-Emissionen (kombiniert)                 | 292 g/km                    | 292 g/km                      |
| Tankinhalt                                  | 71 l                        | 71 l                          |